# Impatrié
 (avril 2012).
Un impatrié est un salarié ou un individu expatrié rentré dans son pays d'origine, notamment dans le cadre de son parcours professionnel, en dehors d'une situation d'urgence (on parle alors de rapatrié).
Dans le contexte professionnel, l'impatriation consiste pour une entreprise à faire venir des collaborateurs étrangers en France, pour répondre à un besoin de compétence et de main-d'œuvre, et très souvent à une recherche de maîtrise des coûts. Un impatrié est alors un salarié étranger en France.
Pour les ressortissants de l'Union européenne, l'impatriation est facilitée par l'absence de besoin de permis de travail pour un nombre croissant de pays et de métiers. Par ailleurs les cotisations sociales peuvent être payées dans un pays autre que celui d'exercice de l'activité.
Pour la majorité des non-ressortissants de l'Union européenne, un permis de travail est requis, et en l'absence d'accord entre les pays les cotisations sociales doivent être payées en France.
Les métiers du bâtiment, de l'informatique, de l'hôtellerie et du textile sont de fort consommateurs d'impatriés ou, par extension, de main-d'œuvre étrangère.
Il est commun pour les entreprises de procéder à des simulations pour déterminer le pays où les cotisations sociales sont les plus avantageuses ou exonérées, et les pays où les salaires sont en dessous des minima français. Ces salaires devront être ajustés pour répondre aux minima français, mais le résultat reste avantageux pour l'entreprise et le salarié impatrié.
L'État français a souhaité depuis plusieurs années rendre attractive l'impatriation des cadres dirigeants. L’article 121 de la loi de modernisation de l’économie qui vient d’être votée en France modifie et étend le régime fiscal de faveur des impatriés, auxquels sont éligibles certains salariés et mandataires sociaux s’ils n’étaient pas résidents français pendant les cinq années précédant celle de leur prise de fonctions.
L’impatriation de salariés est un phénomène qui tend à se développer du fait de la mondialisation. Les salariés sont mobiles mais les entreprises tendent à employer une proportion de plus en plus importante de personnels d'origine locale dans leurs entités étrangères. À cette occasion nombre d'expatriés rentrent dans leur pays d'origine. Beaucoup d'expatriés étudiants rentrent également dans leurs pays d'origine après plusieurs années d'études et de travail à l'étranger.

## Sources
1. ↑   www.mondissimo.com
2. ↑  « Régime des impatriés : la France devient attr », sur Droit-Finances (consulté le 3 octobre 2020).